# Équipe de Colombie de rugby à XV
L'équipe de Colombie de rugby à XV rassemble les meilleurs joueurs de rugby à XV de Colombie et est membre de Sudamérica Rugby.

## Histoire
L'équipe de Colombie est classée à la 42e place du classement IRB du 6/10/2024.
En 2019, la Colombie atteint la meilleure place de son histoire au classement World Rugby[Laquelle ?].

## Palmarès

### Coupe du monde
- - 1987 : pas invité
  - 1991 : pas qualifié
  - 1995 : pas qualifié
  - 1999 : pas qualifié
  - 2003 : pas qualifié
  - 2007 : pas qualifié
  - 2011 : pas qualifié
  - 2015 : pas qualifié
  - 2019 : pas qualifié

### Championnat d'Amérique du Sud
La Colombie participe au championnat d'Amérique du Sud chaque année à partir de 2001. Elle évolue en division B.
| Année | Tournoi                              | Ville     | Place |
| ----- | ------------------------------------ | --------- | ----- |
| 2001  | Championnat d'Amérique du Sud B (es) |           | 4ème  |
| 2002  | Championnat d'Amérique du Sud B (es) | Lima      | 4ème  |
| 2003  | Championnat d'Amérique du Sud B (es) | Bogota    | 3ème  |
| 2004  | Championnat d'Amérique du Sud B (es) | São Paulo | 4ème  |
| 2005  | Championnat d'Amérique du Sud B (es) | Asuncion  | 4ème  |
| 2006  | Championnat d'Amérique du Sud B (es) | Caracas   | 3ème  |
| 2007  | Championnat d'Amérique du Sud B (es) | Lima      | 3ème  |
| 2008  | Championnat d'Amérique du Sud B (es) | Luque     | 4ème  |
| 2009  | Championnat d'Amérique du Sud B (es) | San José  | 1er   |
| 2010  | Championnat d'Amérique du Sud B (es) | Medellin  | 3ème  |
| 2011  | Championnat d'Amérique du Sud B (es) | Lima      | 3ème  |
| 2012  | Championnat d'Amérique du Sud B (es) | Valencia  | 2ème  |
| 2013  | Championnat d'Amérique du Sud B (es) | Luque     | 2ème  |
| 2014  | Championnat d'Amérique du Sud B (es) | Apartadó  | 1er   |
| 2015  | Championnat d'Amérique du Sud B (es) | Lima      | 1er   |
| 2016  | Championnat d'Amérique du Sud B (es) | Lima      | 1er   |